# Ormosia cuspidata
Ormosia cuspidata là một loài ruồi trong họ Limoniidae. Chúng phân bố ở miền Cổ bắc.